# Vörösbegy
A vörösbegy (Erithacus rubecula) a madarak (Aves) osztályának verébalakúak (Passeriformes) rendjébe, ezen belül a légykapófélék (Muscicapidae) családjába tartozó faj, melyet korábban a rigófélék közé soroltak. 2010 óta, azaz miután áthelyezték a Larvivora nembe a rozsdástorkú vörösbegyet (Larvivora akahige) és a bársonyostorkú vörösbegyet (Larvivora komadori), a vörösbegy az Erithacus madárnem egyetlen fajává vált.
1960-ban a The Times által támogatott szavazással az Egyesült Királyság nem hivatalos nemzeti madarává választották. A Magyar Madártani és Természetvédelmi Egyesület 1996-ban „Az év madarává” választotta.
A vörösbegy 12,5–14 centiméter hosszú. A tojó és a hím hasonló színezetű, narancssárga tollakkal borított begyük és arcuk van, a „vörös”, tulajdonképpen narancssárga tollazat körül szürke sáv található és testük felső részein a tollazat barnás színezetű. Nyugat-Szibériától kezdve egész Európában megtalálhatóak, délen pedig elterjedési területük Észak-Afrikáig terjed. Életterük északi részein a sarkkör közelében fekvő területektől északra nem élnek vörösbegyek.
Az angol nyelvterületeken robin néven emlegetik, bár ezt az elnevezést több hasonló tollazatú madárfajra használják, mint amilyen például a vándorrigó (Turdus migratorius), mely a rigófélék közé tartozik, valamint az Ausztráliában őshonos Petroica madárnemre.
A vörösbegy, vagy más néven csipkemadár erdők, bokrosok madara. Lágy éneke az alkonyati órákban is felcsendül. Kemény teleken a házak mellé húzódik, ahol etethető főtt sárgarépával is. A vörösbegy főleg rovarevő, ám ősszel és télen bogyókkal egészíti ki étrendjét. Világszinten nem veszélyeztetett, de Magyarországon védett, természetvédelmi értéke 25 ezer forint.

## Taxonómia és rendszertan

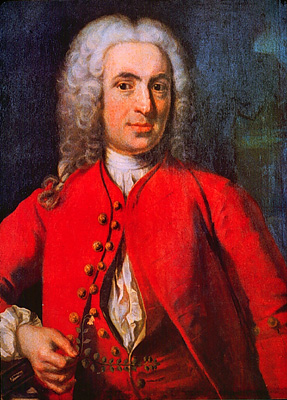
Carl von Linné, aki elsőként írta le, illetve nevezte meg ezt a madarat

A vörösbegy az egyik olyan madárfaj volt, melyet Carl von Linné leírt 18. századi munkájában, a „Systema Naturae” című művében Motacilla rubecula néven. Nevének rubecula utótagja a latin ruber, azaz „vörös” szóból ered. Az Erithacus előtagot Georges Cuvier francia zoológus alkotta meg 1800-ban és így alakult ki ma is használatos rendszertani elnevezése, az Erithacus rubecula.
Angol elnevezésében eredetileg vörös mellkasúaknak hívták e madarakat, mivel jól megkülönböztethetőek voltak mind hím, mind a nőstény egyedeik a többi madárfajtól a vöröses begyük miatt. (Angliában egyébként a 16. századig nem is ismerték azt a szót, hogy narancs, hiszen e gyümölcs csak ekkoriban kezdett ismertté válni, és vele együtt kezdték el a színnek is az orange elnevezést alkalmazni. Ezért is nevezték el a vörösbegyet vörös mellkasúnak). Angliában a tizenötödik században vált elterjedtté az a gyakorlat, hogy emberi neveket adjanak a népszerű fajoknak és ekkor adták a vörösbegyeknek a robin redbreast elnevezést, mely később robin változatra rövidült. További régi angol elnevezései e madárfajnak a ruddock és a robinet. Az amerikai irodalmi művekben a tizenkilencedik század vége óta gyakran csak English robin, azaz angol vörösbegy néven említik e madárfaj egyedeit. Nyugati fríz nyelven a robyntsje, vagy a robynderke elnevezés hasonlatos az angol nevéhez, míg a holland elnevezése roodborstje, vagy a francia neve rouge-gorge szintén a jól kivehető vörös begyére utalnak, akárcsak a magyar vörösbegy elnevezés.
A vörösbegyek a légykapófélék családjába tartoznak, főleg rovarokkal táplálkoznak. Ugyanebbe a besorolásba tartoznak a fülemülék és a Saxicola egyedei is, mint például a rozsdás csuk. A palearktikus faunatartomány fajait általában az Erithacus nemben helyezik el, ám a rozsdástorkú vörösbegy és a bársonyostorkú vörösbegy ugyanakkor a később kijelölésre került szigeti fajok fauna-tartományhoz tartoznak - manapság már nem tartoznak ugyanabba a nembe, mint a vörösbegy. A biogeográfiai mitokondriális DNS citokrom b nukleinsav sorozat adatai azt mutatták, hogy a távol-keleti vörösbegyeket, a Larvivora-fajok közé kell sorolni - ami meg is történt - és csak az európai fajnak, amely a szóban forgó madár, kell meghagyni az Erithacus besorolást.

### Alfajai
Korábban úgy tartották, hogy nagy eurázsiai kiterjedése ellenére a vörösbegyeknél nem alakultak ki valódi alfajként elkülöníthető alfajok, ám a legújabb rendszertani vizsgálatok alapján kiderült, hogy vannak olyan alfajai, melyek önálló egyedfejlődési pályára álltak. Ilyenek például többek közt a Kanári-szigeteken élő E. r. marionae és az E. r. superbus is. A vörösbegyek alfajait főleg a különböző szigeteken, vagy hegyvidéki területeken élő populációira értik. A vörösbegyek megtalálhatóak a Brit-szigeteken és Nyugat-Európa nagy részén, az Erithacus rubecula melophilus alfaj számít a szomszédos területek között vándorló alfajnak. A Korzikán és Szardínián, valamint Északnyugat-Afrikában élő E. r. witherbyi közel ugyanolyan, mint a melophilus, de szárnyfesztávolsága rövidebb. A legészakabbi egyedek nagyobbak és fakóbb színűek, mint amilyen az E. r. tataricus is. A Krím-félsziget délkeleti részén él az E. r. valens alfaj, míg az E. r. caucasicus alfaj a Kaukázus hegyvidékein él, valamint az E. r. hyrcanus alfaj élőhelye délkelet felé Iránig terjed és jelentősen különbözik az európai populációtól.
A Madeirán és az Azori-szigeteken élő populációra az E. r. microrhynchos elnevezést használják, bár morfológiailag nem különböznek, ugyanakkor elszigeteltségük teszi indokolttá megkülönböztetésüket.
További alfajai még a következők:
- Erithacus rubecula balcanicus
- Erithacus rubecula sardus

### A Kanári-szigeteken élő alfaja

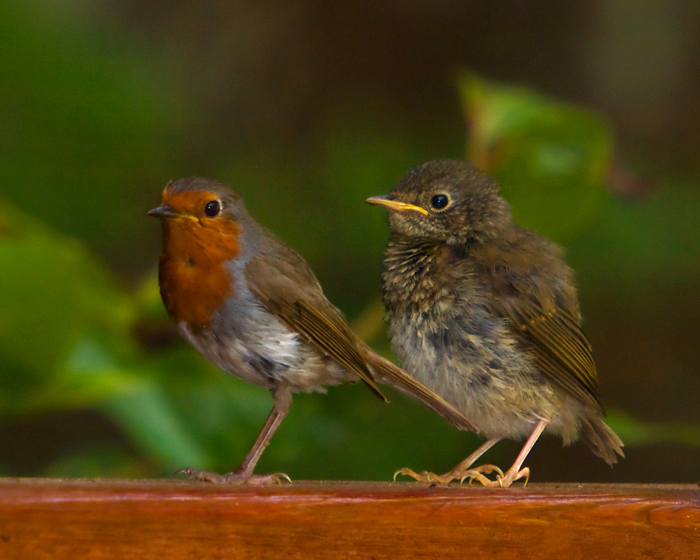
Egy felnőtt és egy fiatal kanári-szigeteki példány

Az Európában őshonos vörösbegyektől legjobban a Kanári-szigeteken, a Gran Canarián élő egyedei (E. r. marionae) térnek el, valamint a Tenerifén élő egyedek (E. r. superbus), melyeket két önálló alfajnak szokás tekinteni. Jól megkülönböztethetőek a szem körül futó fehér gyűrű, az élénk színezetű begy és a szürke sáv alapján, mely elválasztja a madár vörös tollakkal borított begyét testének többi, barna színű tollazattal borított részétől.
A citokróm b adatelemzés, valamint e madarak éneke alapján kiderült, hogy a Gran Canarián és Tenerifén élő populáció mintegy két millió évvel ezelőtt került ide a szárazföldi madarak terjeszkedésének köszönhetően és ekkor vált külön egyedfejlődésük is. A Gran Canarián és a Tenerifén élő populációk genetikai állománya jól megkülönböztethető egymástól.
Christian Dietzen, Hans-Hinrich Witt és Michael Wink közzétettek 2003-ban az Avian Science című tudományos lapban egy tanulmányt, melynek címe: "The phylogeographic differentiation of the European robin Erithacus rubecula on the Canary Islands revealed by mitochondrial DNA sequence data and morphometrics: evidence for a new robin taxon on Gran Canaria?", azaz magyarul "A vörösbegyek és a kanári-szigeteki vörösbegyek filogeográfiai elkülönülése, melyet a DNS sorrend adatai és morfometrikája leplezett le: avagy lehetséges bizonyíték egy új vörösbegy fajra Gran Canarián?". A tanulmányban arra a következtetésre jutottak, hogy a Gran Canarián élő vörösbegyek állománya mintegy 2,3 millió éve vált külön az európai kontinensen élő vörösbegyek állományától, míg a Tenerifén élő populáció mintegy 500 000 évvel később, azaz mintegy 1,8 millió évvel ezelőtt tette meg ugyanezt a lépést. A Kanári-szigetek benépesítésének eltérő időpontja mögött az állhat, hogy először a legidősebb szigetet (Gran Canariát) népesítették be és csak később települtek át innen a szomszédos Tenerifére.
Számos összehasonlítás vitatja, hogy a marionae és a superbus két különálló alfaj. Az elsődleges vizsgálatok eredményei alapján kiderült, hogy a Gran Canarián élő alfajnak átlagosan mintegy 10 százalékkal rövidebb a szárnyfesztávolsága, mint a Tenerifén élő állomány egyedeinek. A Kanári-szigetek nyugati szigetcsoportján élő populációk azonban fiatalabbak, mint a szigetek többi részén élő állomány, feltételezhetően a pleisztocén időszak közepe óta élnek a nyugati szigeteken és genetikai elkülönülésük még éppen hogy csak kialakulóban van. A nyugati szigeteken élő vörösbegyek állománya nagyobb hasonlóságot mutat a szárazföldön élő vörösbegyekkel, mint a Kanári-szigetek többi részén élő vörösbegyek állományai.
A Fuerteventura és Lanzarote szigetén élő vörösbegyek ugyanahhoz a fajhoz tartoznak, mint a kontinensen élő példányok, ami nem meglepő, mivel ezen madarak a telet Afrikában és Európában töltik és nem költenek itt.

### Hasonló madárfajok

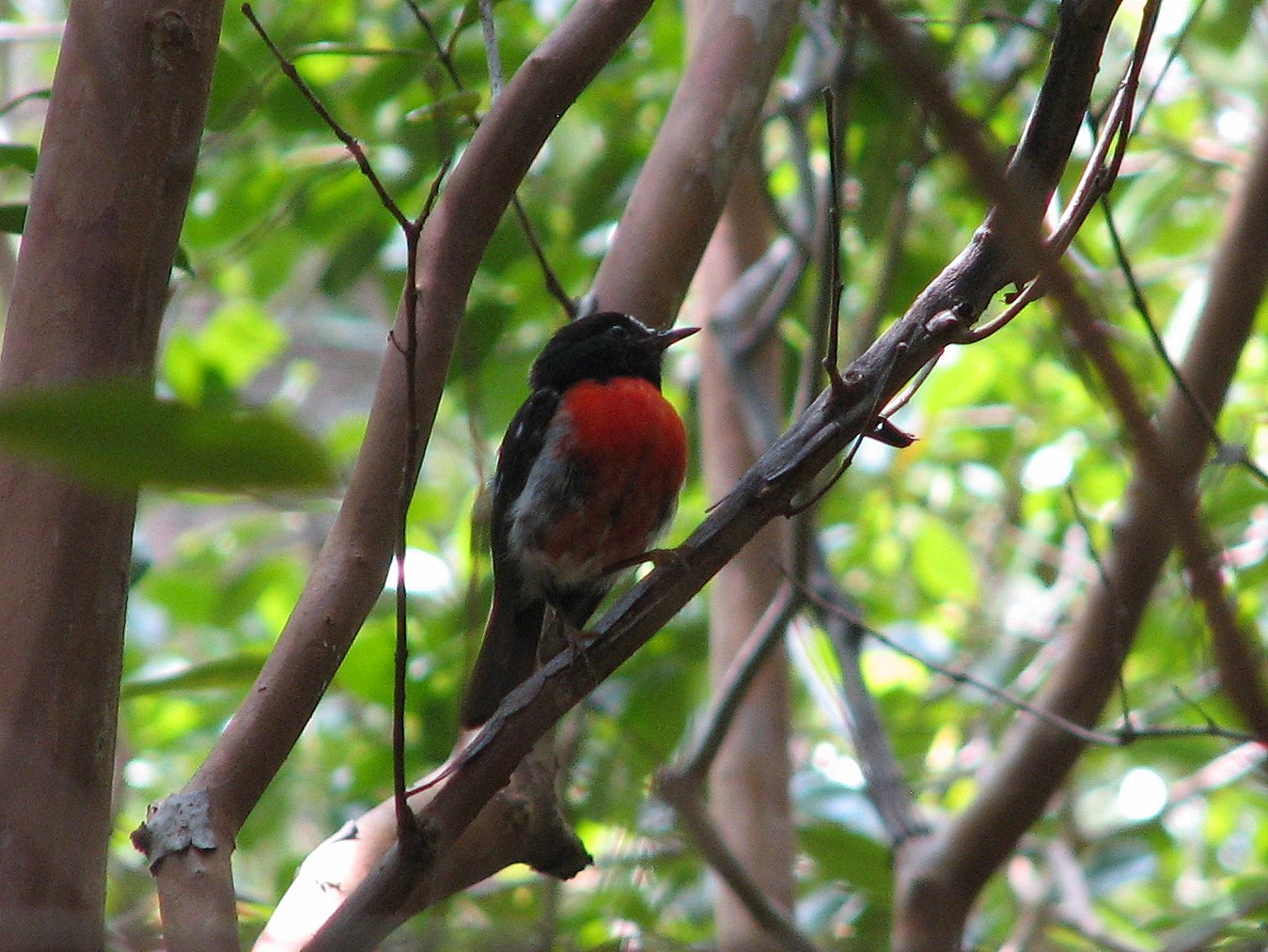
A skarlátbegyű cinegelégykapó hasonló megjelenésű, mint a vörösbegy

A nagyobb testű vándorrigó (Turdus migratorius), angol nevén American robin, azaz amerikai vörösbegy a vörösbegyhez hasonló begyi tollazata miatt kapta elnevezését, ugyanakkor e két madárfaj nem áll közeli rokonságban egymással. Hasonlóságuk alapját az adja, hogy mindkét madárfajnak vöröses színezetű begyi tollazata és egy világosabb sáv helyezkedik el a narancsvörös tollazat körül. A Mary Poppins című filmben helytelen módon mutattak olyan egyedet, amely Londonban fészkel, mivel a vándorrigó csak elvétve fordul elő a Brit-szigeteken.
Néhány dél- és közép-amerikai rigófélét is vörösbegynek hívnak, mint például a vörösnyakú rigót (Turdus rufitorques) is. A hasonló kinézetű, ám Ausztráliában élő skarlátbegyű cinegelégykapó (Petrocia boodang) jóval közelebb áll a varjúfélékhez és a szajkókhoz, mint a vörösbegyhez, és a cinegelégykapó-félékhez tartozik. A kínai fülemülét (Leiothrix lutea) az állatkereskedésekben gyakran hívják pekingi vörösbegynek. A fehérhátú sámarigó (Copsychus malabaricus) szintén hasonló mellkasi színezettel rendelkezik, mint a vörösbegy.

## Előfordulása

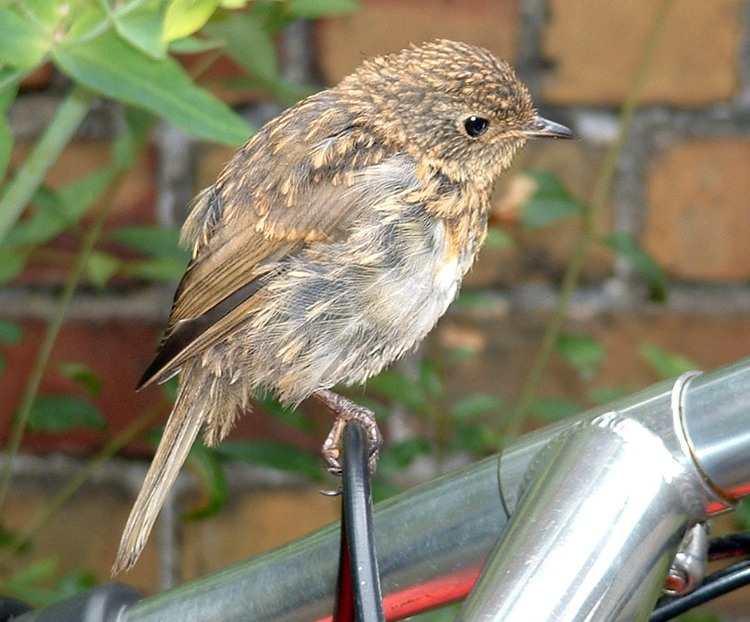
A fiatal példányok eltérő színezetűek a felnőttektől

A vörösbegy Eurázsiában, Nyugat-Szibériától kezdve egészen Algériáig jelen van, valamint megtalálható az Azori-szigeteken és Madeirán. Vándormadárként feltűnik Izlandon. Európa délkeleti részén élőhelye eléri a Kaukázus hegyvonulatát. Az Anglia területén élő vörösbegyek jelentős része költőterületén tölti a telet és csak egy nagyon kis méretű kisebbség -főleg tojók- vándorolnak télen Spanyolországba, míg a Skandinávia és Oroszország területén élő egyedek a telet inkább Nyugat-Európában és a Brit-szigeteken töltik. Ezen vándormadarak arról ismerhetők fel, hogy tollazatuk felső részén szürkésebb tónusúak és halványabb narancsszínű mellkasukról. A vörösbegyek előnyben részesítik a fenyőerdőket Észak-Európa vidékein, míg a Brit-szigeteken élő példányok inkább kertekben, parkokban vernek tanyát.
Kudarcba fulladtak mindazon erőfeszítések, melyekkel a tizenkilencedik század végén a vörösbegyeket be akarták telepíteni Ausztráliába és Új-Zélandra. Vörösbegyeket engedtek szabadon Auckland, Christchurch, Wellington és Dunedin környékén, de egyik populációnak sem sikerült megtelepednie. Hasonló eredménnyel zárultak az Észak-Amerikában zajló betelepítési kísérletek is, amikor is Long Island és New York állam területén (1852), Oregonban (1889–92) és a Saanich-félszigeten Brit Columbiában 1908 és 1910 közt szabadon engedték e madarakat.
Magyarországon rendszeresen fészkel.

## Megjelenése
A felnőtt vörösbegyek 12,5–14 centiméter testhosszal rendelkeznek és 16-22 gramm súlyúak, míg szárnyfesztávolságuk 20–22 centiméter. A hímek és a tojók hasonló tollazattal rendelkeznek, narancsszínű arcuk és begyük van (a Brit-szigeteken élő E. r. melophilus alfajnak élénkebb színe van), melyet kékesszürke sáv vesz körül a nyakon és a mellkas vonalában. Tollazatuk felül barnás színezetű, vagy olíva színű amelyet fehér rész egészít ki a madarak alsó testtáján. Lábaik barna színűek. Csőrük és szemeik fekete színűek. A fiatal egyedek barna pöttyösek, melyben fehér szín is feltűnik és a narancssárga tollazat csak bizonyos idő elteltével kezd el megjelenni fokozatosan.

## Életmódja

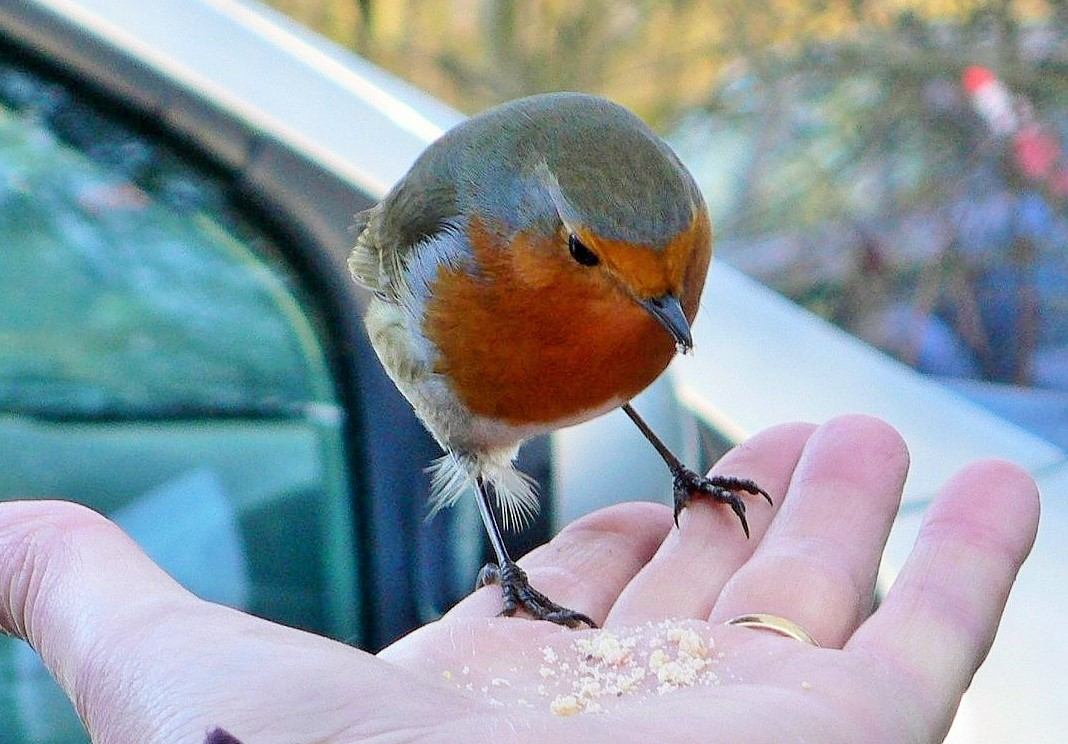
A szelídebb példányok akár kézből is esznek

Hazánkban a domb-, és hegyvidékek madara, gyakori fészkelő a dús aljnövényzetű, bokros aljú lomb-, vegyes-, és fenyőerdőkben, de a fás kertekben is megtelepszik. Viszonylag hosszú csüdje a felborzolt avaron való lépegetésben segíti. Halk füttymotívumokkal induló erőteljes, trillázással véget érő éneke a legkorábban - már március második felében - felhangzó madárdalok közé tartozik. Békés természetű madár, de a területére tévedő betolakodókkal szemben agresszíven viselkedhet. A költési időszakon kívül többnyire magányosan él.
A vörösbegyek nappal aktívak, éjjel pihennek, bár megfigyeltek példányokat, amelyek erős holdfénynél, vagy mesterséges megvilágítás fényénél rovarokra vadásztak. A brit és ír kertészek között jól ismert, hogy e madárfaj egyedei nem félnek annyira az embertől és a talaj megmozgatásával járó tevékenységek odavonzzák a vörösbegyeket, amelyek földigiliszták után kutatnak a frissen megbolygatott talajon. Ennek köszönhetően számos helyen úgy tartják, hogy a vörösbegy a kertészek barátja és ezért semmiképpen sem szabad bántani. Ugyanakkor Európa néhány országában a vörösbegyeket ínyencségnek tekintették és vadászták is őket. A vörösbegyek azonban az emberen kívül olyan vadon élő állatok közelében is felbukkannak, mint amilyen a vaddisznó, amely szintén feltúrja a talajt és ezáltal férgeket forgat ki a felszínre. Ősszel és télen a vörösbegyek kiegészítik táplálékukat pókokkal, rovarokkal, férgekkel, valamint bogyókat és gyümölcsöket is esznek. A madáretetőkbe kihelyezett magkeverékeket is szívesen fogyasztják ilyenkor.
A hím egyedek híresek arról, hogy területüket agresszíven védelmezik. Megtámadják a többi hímet, ha azok betévednek a területükre és megfigyelték, hogy más kis termetű madárfajokat is megtámad, amelyek a területére berepültek, minden komolyabb provokáció nélkül is. Számos összecsapás végződik halállal, amely egyes területeken a vörösbegyek halálozási okainak több mint 10 százalékát is kiteheti. Egy brit kutatás szerint azok a vörösbegyek, amelyek zajosabb és fényszennyezéssel jobban terhelt helyeken élnek, kevésbé agresszíven védik a területüket, mint azok, amelyek jobb adottságokkal bíró területeken élnek. A kutatók egyelőre azt vizsgálják, hogy miért nem védelmezik annyira a madarak rosszabb adottságokkal bíró területeiket.
Életének első évében magas a halálozási arány, amely miatt e madárfaj átlagosan 1,1 évet él, ugyanakkor, ha szerencsésen átvészeli életének első évét, akkor hosszú életet is élhet, sőt feljegyeztek olyan egyedet is, amelyik 19 évig élt. A telente jelentkező rendkívül alacsony hőmérséklet szintén hozzájárulhat az állomány megtizedelődéséhez.
A vörösbegyek egyik élősködője a Dasypsyllus gallinulae.

## Szaporodása

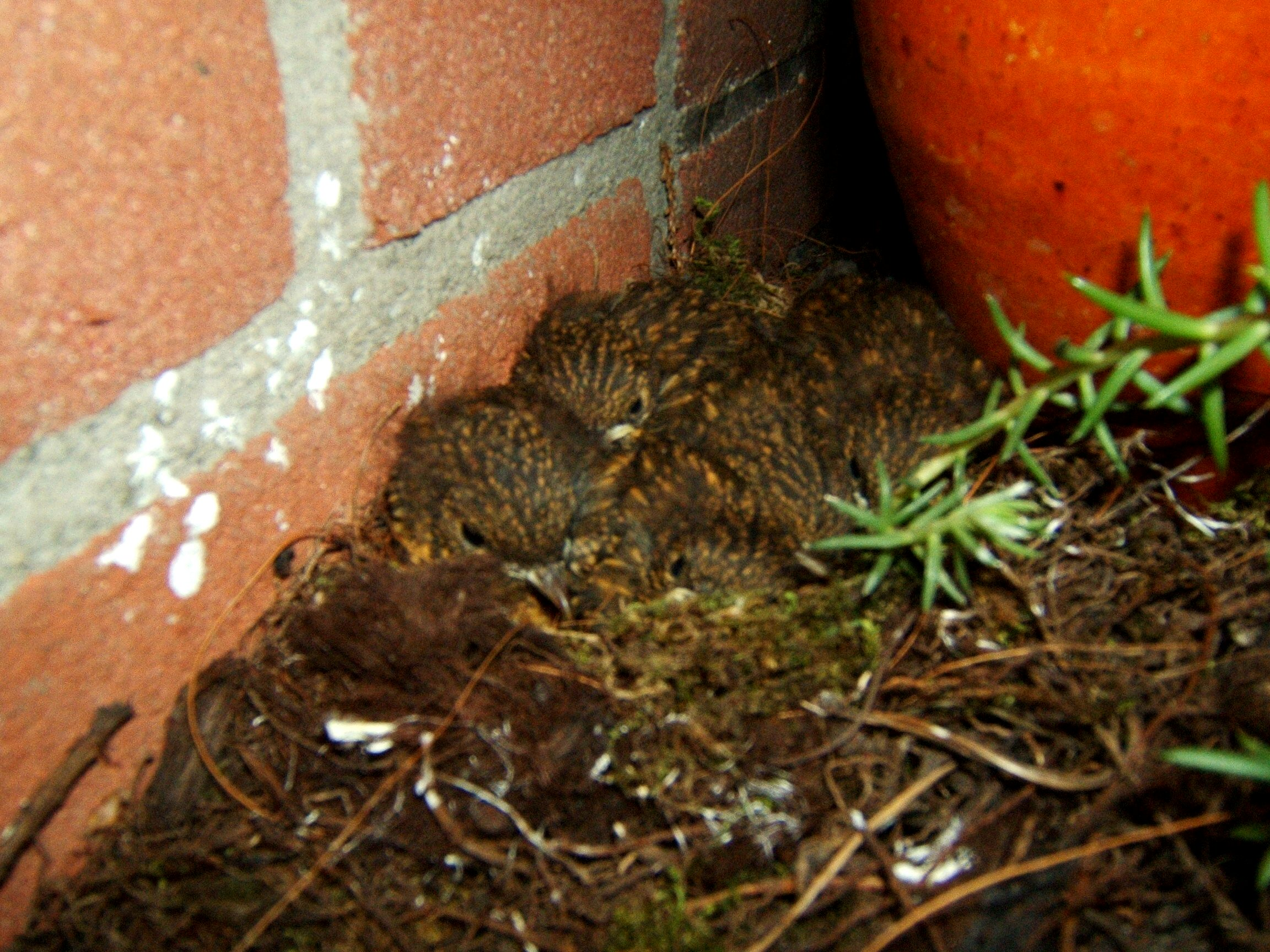
Kikelt fiókák

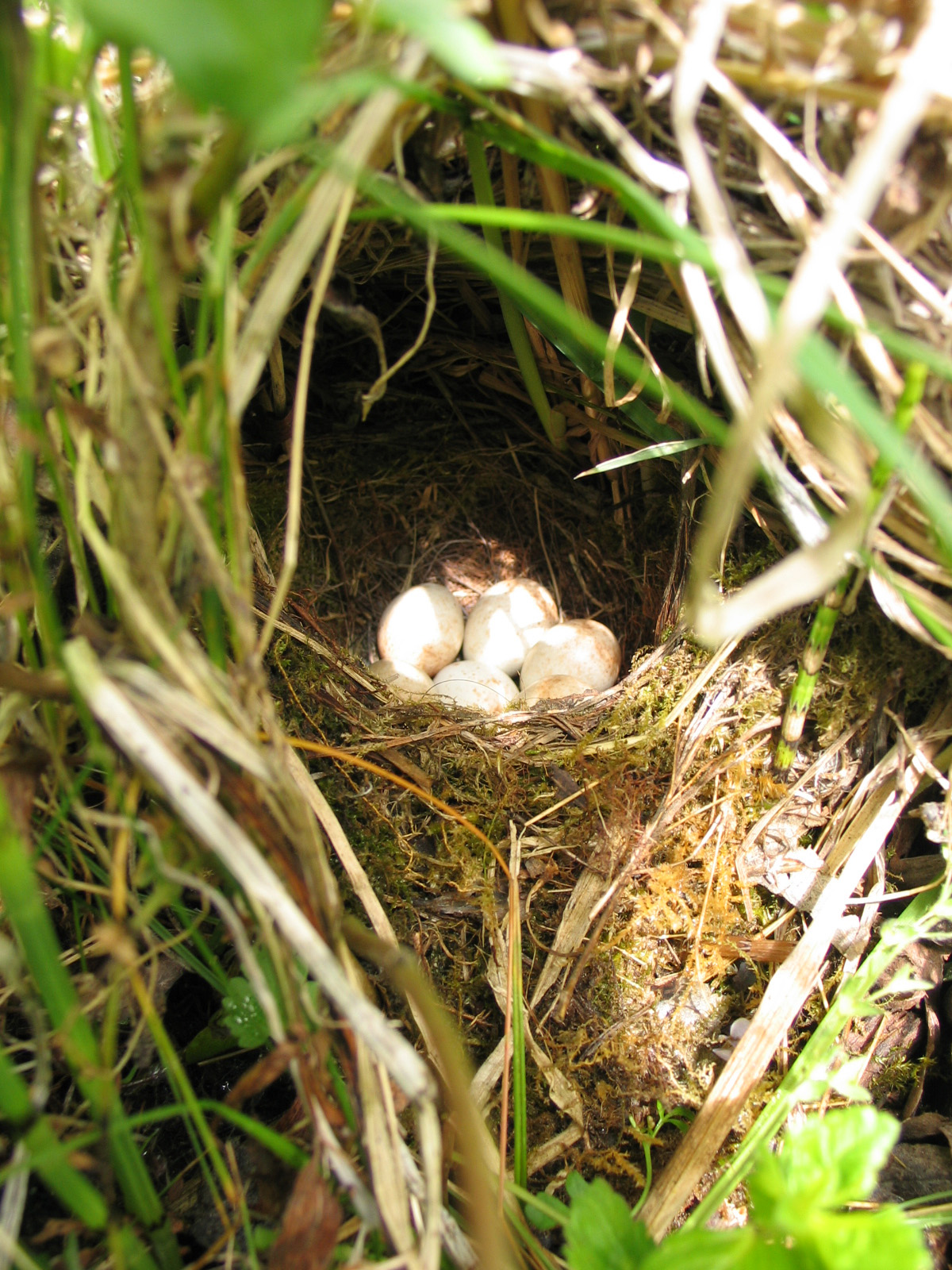
Fészek tojásokkal

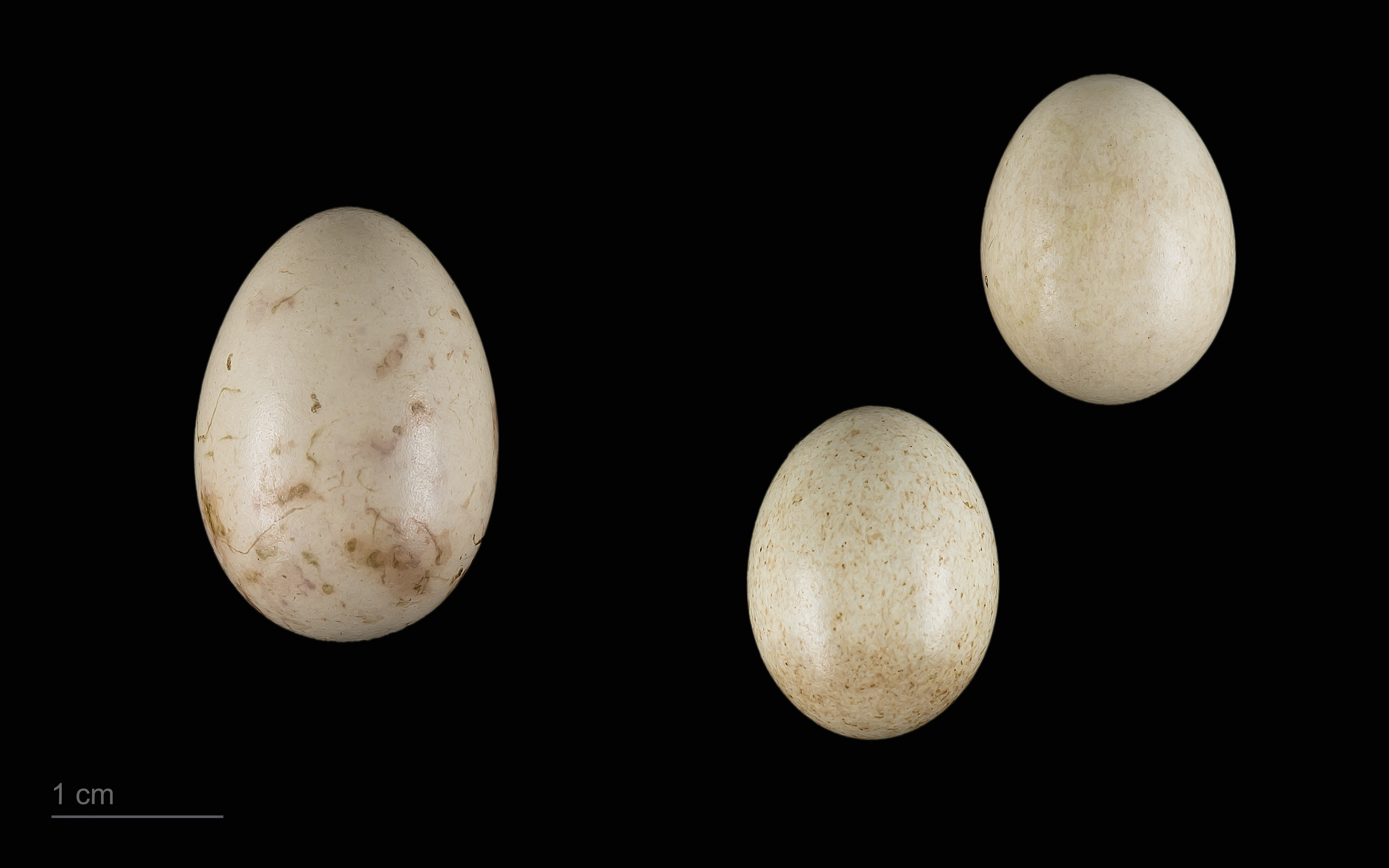
A kakukk és a vörösbegy tojásainak összehasonlítása

A vörösbegyek számtalan helyet választhatnak leendő fészkük számára, amely valamiféle védelmet biztosít számukra, akár üregeket, odúkat is választhatnak. Általában hasadékokat, védett töltéseket választanak, vagy ezeknél szokatlanabb helyeket, mint például különböző gépeket, eszközöket, például kerti hússütőt, kerékpár kormányát, felfelé fordított partvis fejét, szögre akasztott teáskannát, öntözőkannát, virágcserepet, vagy kalapot. A fészket mohával, levelekkel, fűvel, szőrökkel vagy tollakkal bélelik. Két-három fészekaljat is felnevelnek egyetlen költési időszak során. A tojó minden egyes fészekalj esetében 5-6 tojást tojik. Írországban és Nagy-Britanniában a költési időszak márciusban kezdődik. Krémszínű, barnássárga tojásaik fehéren pettyezettek, vagy vörösesbarna foltosak, főleg a nagyobbik végük irányában. Amikor a fiókák kirepülnek a fészekből, akkor még a barna különböző árnyalataiban pompázik tollazatuk és csak a fészek elhagyását követő második vagy harmadik hónapban nő ki torkuk alatt a narancsos színezetű tolluk és hasonló időnek kell eltelnie ahhoz, hogy elérjék külsőleg a felnőtt példányok kinézetét.
Egyévesen éri el az ivarérettségét, áprilistól júliusig költ évente kétszer. A tojó 5–7 tojást rak, melyen 13–14 napig kotlik, ekkor a hím akár háromszor is táplálja óránként. A fiatal madarak 12–15 nap múlva repülnek ki.

## A vörösbegyek a kultúrában

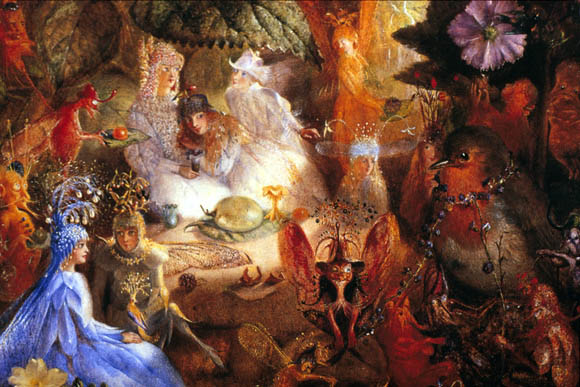
John Anster Fitzgerald (1819-1906): The Captive Robin című festménye (1864)

A vörösbegyek kiemelt szerephez jutnak a brit népművészetben és Franciaország északnyugati részein, ám Európa többi részén e madárfajnak jelentéktelenebb szerepe van a kultúrában. Úgy tartották, hogy a viharfelhők madara, amely Thor szent madara a skandináv mitológiában. A Babes in the wood című gyerekmesében vörösbegyek őrizték a gyermekek holttestét.
A tizenkilencedik századtól kezdve a vörösbegyek egyre nagyobb szerepet kezdtek el játszani a karácsonyi ünnepkörben, amikor is megjelentek az első olyan üdvözlőlapok, amelyek kapcsolatba hozták a vörösbegyet a karácsonnyal. Számos karácsonyi bélyegen feltűnnek a vörösbegyek. Egy régi brit mese arra próbál magyarázatot adni, hogy miért is ilyen feltűnő e madarak mellkasa. A legenda szerint eredetileg minden vörösbegy barna színű volt, ám amikor Jézus keresztre volt feszítve, egy vörösbegy repült oda hozzá és kezdett el énekelni, hogy így próbálja enyhíteni a szenvedését. Jézus vére festette meg a madár mellkasát, és ettől kezdve minden vörösbegynek vörös lett a mellkasán a tollazat.
Egy másik legenda szerint a vörösbegyeknek akkor változott vörössé a tollazatuk, amikor megperzselődött mellkasuk a purgatóriumban senyvedő lelkek számára történő vízhordás közben. Ugyanakkor a karácsonnyal való összekapcsolódása e madárfajnak abból ered, hogy régen a postások Nagy-Britanniában vörös dzsekiket viseltek és emiatt vörösbegynek hívták őket, tehát a képeslapokon megjelenő vörösbegyek egyúttal ennek állítanak emléket.
Az 1960-as években a „The Times” című angol napilap nem hivatalos módon szavazást tartott arról, hogy mi legyen az Egyesült Királyság nemzeti madara és a vörösbegyek kapták a legtöbb szavazatot. Később a Bird Protection Society címermadara lett a vörösbegy. Számos angol és wales-i sportegyesületet hívnak úgy, hogy vörösbegyek.

## Védettsége
A Természetvédelmi Világszövetség Vörös listáján nem veszélyeztetett fajként szerepel. Elterjedési területének becsült kiterjedése mintegy 6 420 000 négyzetkilométer. E madárfaj elterjedésének magassági korlátja a tengerszinttől mért 2000 méteren van. Becslések szerint a vörösbegyek egyedszáma Európában 129 millió és 249 millió közé tehető, míg világszerte összesen 137 millió és 332 millió egyed közé teszik számát. Jelenleg nem ismert, hogy bárhol is jelentősebb állománycsökkenés volna folyamatban e madárfaj elterjedési területén élő helyi populációinál. 1980 és 2011 között a vörösbegyek összesített európai adatai azt mutatták, hogy e madárfaj egyedszáma növekszik.
Magyarországon védett madárfajnak számít, természetvédelmi értéke: 25 000 Ft.

## Rokon fajok
A kékbegy mellett a fülemüle is közeli rokona a vörösbegynek.

## Fordítás
- Ez a szócikk részben vagy egészben  az   European robin című angol Wikipédia-szócikk ezen változatának fordításán alapul.  Az eredeti cikk szerkesztőit annak laptörténete sorolja fel. Ez a jelzés csupán a megfogalmazás eredetét és a szerzői jogokat jelzi, nem szolgál a cikkben szereplő információk forrásmegjelöléseként.